# 2 ضد القانون (فلم)
2 ضد القانون  فيلم جريمة، تشويق وإثارة مصري للمخرج عادل صادق عام 1992 كتب القصة والسيناريو والحوار الممثل المسرحي حلمي شفيق. الفيلم من بطولة عزت العلايلي، سارة، محمد الدفراوي، فيفي عبده، عبد الله فرغلي، وميمي جمال  وتدور الأحداث حول زكي، مراقب عام شركة كبرى، ووقوع جرائم قتل سيدات متكررة في محيط عمله مما يدعو المباحث للدفع بأحد رجالهم للعمل بالشركة لمعرفة سر سفاح النساء.
صدر الفيلم إلى دور العرض المصرية في 6 نوفمبر 1992.
منح موقع قاعدة بيانات الأفلام العربية "السينما.كوم" الفيلم درجة 4.3/ 10.

## طاقم التمثيل
عزت العلايلي: في دور العقيد كمال شكري (ضابط المباحث)
سارة: في دور سميرة رجب (موظفة بالشركة)
محمد الدفراوي: في دور زكي حسنين عامر (المراقب العام للشركة)
فيفي عبده: في دور الراقصة مادونا
عبد الله فرغلي: في دور أحمد (مراجع حسابات الشركة)
ميمي جمال: في دور امرأة من عصابة مادونا
أحمد مرعي: في دور فتحي (ضابط مباحث)
أحمد خميس: في دور رئيس المباحث
محمد عتريس: في دور عتريس (من رجال مادونا)
ثريا حلمي: في دور والدة سميرة رجب
حجاج عبد العظيم: في دور مخبر مباحث
بالاشتراك مع: صبري عبد المنعم – جيهان نصر – أحلام حلمي – محمد أبو حشيش – منير مكرم – عطية داود – علي عبد الخالق.

## أحداث الفيلم
تتعدد حوادث قتل السيدات وفي نفس المكان وبنفس الطريقة، يقوم ضابط المباحث فتحي (أحمد مرعي) بالمعاينة ويقترح على رئيس المباحث (أحمد خميس) تعيين العقيد كمال شكري (عزت العلايلي) لبحث شخصية القاتل. يقدم كمال نتيجة أبحاثه لرئيسه والتي تشير إلى أن هناك شبهات حول زكي حسنين عامر (محمد الدفراوي) مراقب عام إحدى الشركات، ويطلب رئيس المباحث من كمال التحري عن سفاح النساء والتنكر في هيئة طالب وظيفة ويتقدم لشركة زكي ليصبح قريب من الأحداث. يصل كمال إلى الشركة حيث يجد زكي يعنف الموظفة عنايات لأنها ضحكت ضحكة خليعة ويصيح في وجهها: "اللي زيك مش لازم تعيش" بل ويصفعها على وجهها. يصدم كمال بالشابة الجميلة سميرة رجب (سارة) التي كانت صديقته أيام الدراسة وقبل التحاقه بكلية الشرطة ويدعوها للغذاء بعد ساعات العمل. يفرض كمال مراقبة دقيقة على تحركات زكي، بينما تذهب سمبرة إلى ملهى ليلي ترقص فيه الراقصة مادونا (فيفي عبده) وتتحدث معها عن رفضها للعرض الخاص بمشاركتها العمل، والراقصة مادونا تتزعم عصابة لتجارة الهيروين وكانت تستغل سميرة لترويج البضاعة بالإجبار وتحت التهديد. يكتشف كمال من أحمد أن مدير مكتب المراقب العام قد توفي على باب بيته بالسكتة القلبية ولكنه يعتقد بأمر غير ذلك. يقوم فتحي بمعاينة ضحية جديدة ويكتشف أنها الموظفة عنايات التي صفعها زكي على وجهها وتمنى لها الموت، ويؤكد كمال أن زكي لم يبرح مكتبه وقت إرتكاب الجريمة. ترسل مادونا رجلين من عصابتها لإحضار سميرة من عملها مدعيين أنهم من رجال المباحث، ويسارع كمال إلى بيت سميرة ويلتقي بوالدتها (ثريا حلمي) ويعرف منها أن ابنتها كانت تعمل بوظيفة تدر عليها أموال طائلة. يتقرب كمال لسميرة ويدعي أنه يحبها ليحصل على معلومات تفيده في القضية، بينما يلاحظ من يراقبها باستمرار. يستمر كمال في مراقبة كل من في الشركة ويمكنه في النهاية القبض على أفراد عصابة مادونا واعتبار سميرة شاهدة إثبات. يكشف كمال لسميرة عن شخصيته كضابط لتقدم له معلومات مفيدة ويتوصل إلى أن زكي كان يحب زوجته لكنها خانته مع آخر، فقتلها، وأصبح يكره كل النساء، وأخذ يبث كراهيته لابنه وعزلة عنهن وعن المجتمع حتى أصبح إنسانًا متخلفًا يشبه الوحش، وأخفاه تحت الحراسة في فيلته المنعزلة، وإذا ترددت على الفيلا امرأة يحرض زكى ابنه على قتلها. تتوجه سميرة إلى فيلا زكى، ويهاجمها ابن زكى ليقتلها، ولكن كمال يصل في الوقت المناسب لينقذها ويقضى على زكي ويطلق الرصاص على ابنه.

## وصلات خارجية
- مقالات تستعمل روابط فنية بلا صلة مع ويكي بيانات
- اثنان ضد القانون على موقع الدهليز
- اثنان ضد القانون على موقع كاروهات